# Шульгин Володимир Якович
Володи́мир Я́кович Шульги́н (20 квітня 1894, Єлисаветград — 29 січня 1918) — український студентський діяч, син Якова Шульгина, організатор і керівник Української Студентської Громади в Києві, заснованої 1913 року. Член Виконавчого Губернського Комітету Ради представників Київщини в 1917 році. З 3 жовтня 1917 року був призначений на посаду діловода Адміністративно-Політичного відділу Генерального Секретарства внутрішніх справ.
Загинув у бою під Крутами. Похований на Лук'янівському кладовищі у Києві (21 ділянка).
Дружина — Лідія Тартаковська.

## Вшанування пам'яті

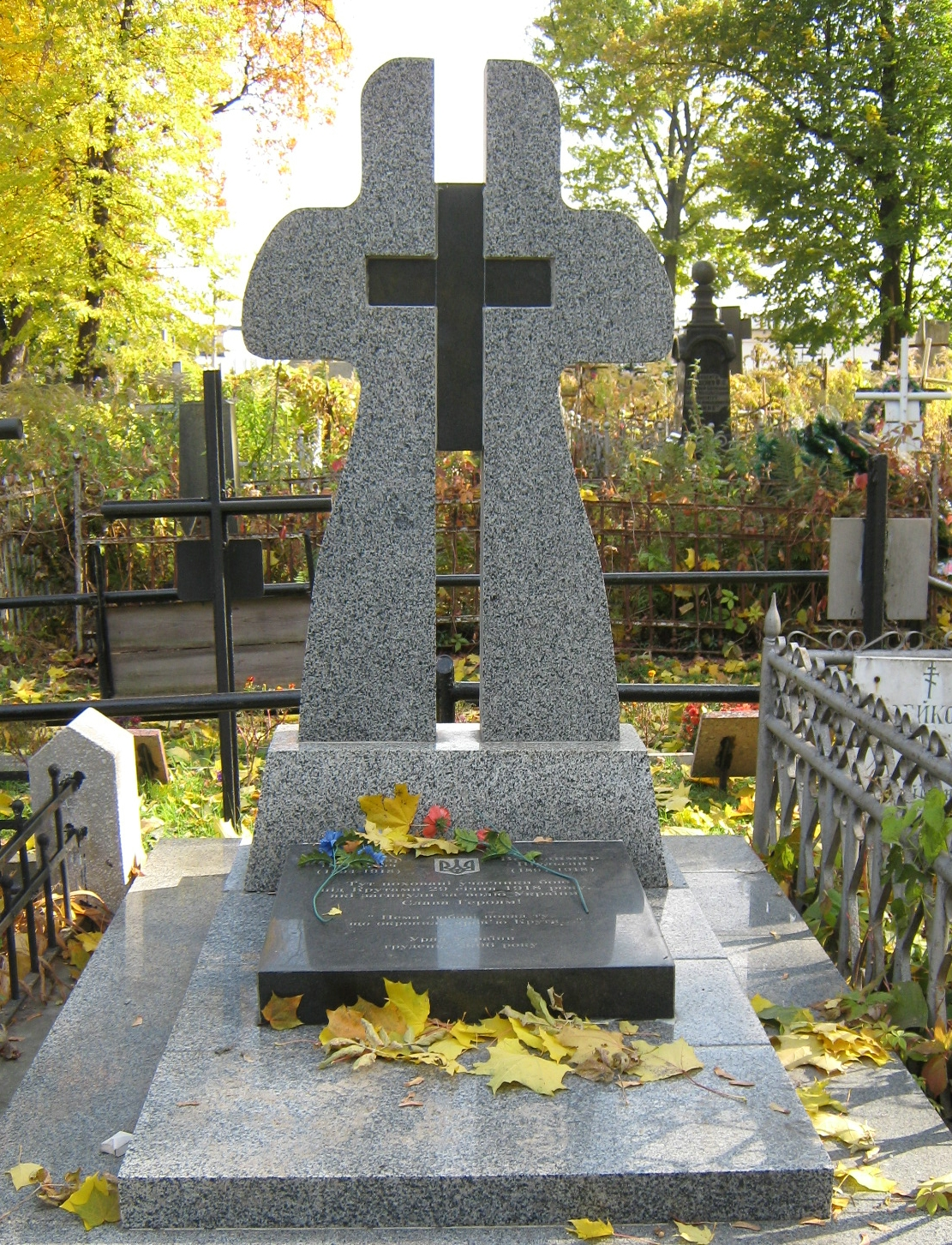
Могила Володимира Шульгина

- 16 грудня 2014 у Кропивницькому з'явилася вулиця Шульгиних, названа не лише в честь Володимира, а усієї його героїчної родини[2].
- У багатьох містах України є вулиця Героїв Крут, до яких належить і Володимир Шульгин.
- В Києві існує вулиця Володимира Шульгина.